# Pál Fábián
Pál Fábián (ur. 21 grudnia 1922 w Szombathely, zm. 14 września 2008 w Budapeszcie)– węgierski językoznawca. Zajmował się ortografią, kulturą języka, stylistyką oraz leksykologią. Wniósł wkład w ukształtowanie pisowni węgierskiej.

## Życiorys
Studiował na Uniwersytecie Pétera Pázmánya i został przyjęty do Eötvös Collegium. W 1947 r. uzyskał dyplom nauczyciela języka węgierskiego i języka włoskiego. Do 1950 r. nauczał w szkole średniej w Peczu, po czym przeniósł się do Wyższej Szkoły Pedagogicznej w Budapeszcie, gdzie do 1955 r. kierował Katedrą Językoznawstwa Węgierskiego. Od 1963 r. kandydat, a od 1990 r. doktor Węgierskiej Akademii Nauk. W dalszym okresie był związany z Wydziałem Humanistycznym Uniwersytetu Loránda Eötvösa, gdzie piastował stanowiska adiunkta, docenta, profesora uniwersyteckiego (1977–1996); w latach 1984–1988 był kierownikiem katedry; później ponownie profesor uniwersytecki i profesor emeritus (1996–2008) tejże uczelni.

## Wybrana twórczość
- A magyar stilisztika vázlata (współautorstwo, 1958)
- A magyar helyesírás rendszere (współautorstwo, 1966)
- Az akadémiai helyesírás előzményei (1967)
- Manuale della lingua ungherese (1971)
- Nyelvművelésünk évszázadai (1984)